# Playa Gorda
Playa Gorda är en strand i Spanien. Den är belägen i Província de Tarragona och regionen Katalonien, i den östra delen av landet, 400 km öster om huvudstaden Madrid.